# Plesiops
Plesiops is een geslacht van straalvinnige vissen uit de familie van rifwachters of rondkoppen (Plesiopidae). Het geslacht is voor het eerst wetenschappelijk beschreven in 1817 door Oken.

## Soorten
- Plesiops auritus Mooi, 1995
- Plesiops cephalotaenia Inger, 1955
- Plesiops coeruleolineatus Rüppell, 1835
- Plesiops corallicola Bleeker, 1853
- Plesiops facicavus Mooi, 1995
- Plesiops genaricus Mooi & Randall, 1991
- Plesiops gracilis Mooi & Randall, 1991
- Plesiops insularis Mooi & Randall, 1991
- Plesiops malalaxus Mooi, 1995
- Plesiops multisquamata Inger, 1955
- Plesiops mystaxus Mooi, 1995
- Plesiops nakaharae Tanaka, 1917
- Plesiops nigricans (Rüppell, 1828)
- Plesiops oxycephalus Bleeker, 1855
- Plesiops polydactylus Mooi, 1995
- Plesiops thysanopterus Mooi, 1995
- Plesiops verecundus Mooi, 1995